# Medaliści mistrzostw Polski seniorów w biegu na 400 metrów
Medaliści mistrzostw Polski seniorów w biegu na 400 metrów – zdobywcy medali seniorskich mistrzostw Polski w konkurencji biegu na 400 metrów.
Bieg na 400 m mężczyzn jest rozgrywany na mistrzostwach kraju od ich pierwszej edycji, która miała miejsce w lipcu 1920 roku we Lwowie. Pierwszym w historii mistrzem Polski został zawodnik lwowskiej Pogoni Felicjan Sterba, który uzyskał wynik 55,0 s. Uzyskany przez niego wynik był gorszy od ustalonego przez Polski Związek Lekkiej Atletyki minimum uprawniającego do startu w igrzyskach olimpijskich w Antwerpii, w związku z czym nie został wówczas uznany mistrzem kraju (tytuł ten przyznawano w 1920 tylko zawodnikom, którzy osiągnęli wyniki lepsze od minimum olimpijskiego). Mimo to według obecnych zasad PZLA wszyscy zwycięzcy mistrzostw z 1920 noszą tytuły ówczesnych mistrzów Polski.
Najbardziej utytułowanymi zawodnikami wśród startujących w mistrzostwach Polski są Gerard Mach i Marcin Marciniszyn, którzy zdobyli po siedem złotych i trzy srebrne medale krajowego czempionatu. Siedem złotych medali również zdobył Klemens Biniakowski. Więcej medali od nich (dwanaście), ale tylko pięć złotych posiada Andrzej Badeński.
Aktualny rekord mistrzostw Polski seniorów w biegu na 400 metrów wynosi 45,13 i został ustanowiony przez Roberta Maćkowiaka podczas mistrzostw w 2000 w Krakowie.

## Medaliści
| NR - rekord kraju \| PB – rekord życiowy \| SB – najlepszy wynik w sezonie \| NL – najlepszy wynik w polskich tabelach w sezonie |

| Mistrzostwa              | 1. miejsce                               | Rezultat     | 2. miejsce                                  | Rezultat  | 3. miejsce                                  | Rezultat |
| Lwów 1920                | Felicjan Sterba Pogoń Lwów               | 55,0 NL      | Janusz Habich Polonia Warszawa              | 55,1      |                                             |          |
| Lwów 1921                | Janusz Habich Polonia Warszawa           | 57,2         | Felicjan Sterba Pogoń Lwów                  | 57,4      | Stanisław Świętochowski Polonia Warszawa    | o pierś  |
| Warszawa 1922            | Stanisław Świętochowski Polonia Warszawa | 56,4         | Alfons Krumbholz WKS Wilno                  | 58,2      | Tadeusz Dręgiewicz Pogoń Lwów               | o 2 m    |
| Warszawa 1923            | Stanisław Rothert Polonia Warszawa       | 53,0         | Zygmunt Weiss AZS Warszawa                  | 53,3      | Stanisław Świętochowski Polonia Warszawa    |          |
| Warszawa 1924            | Zygmunt Weiss AZS Warszawa               | 53,0         | Stefan Ołdak AZS Warszawa                   | o 7 m     | Janusz Rey AZS Warszawa                     | o 13 m   |
| Kraków 1925              | Stanisław Rothert Polonia Warszawa       | 52,6         | Zygmunt Weiss AZS Warszawa                  | o 5 m     | Zygmunt Dąbrowski AZS Warszawa              | o 4 m    |
| Warszawa 1926            | Stanisław Rothert Polonia Warszawa       | 51,6         | Stefan Kostrzewski AZS Warszawa             |           | Amand Rojek Roździeń Szopienice             | 55,0     |
| Warszawa 1927            | Stefan Kostrzewski AZS Warszawa          | 51,2         | Zbigniew Korolkiewicz Polonia Warszawa      | 52,0      | Feliks Żuber Warszawianka                   | 52,7     |
| Warszawa 1928            | Klemens Biniakowski Polonia Bydgoszcz    | 50,4         | Stefan Kostrzewski AZS Warszawa             | 51,3      | Zygmunt Weiss AZS Warszawa                  | 52,0     |
| Poznań 1929              | Stefan Gniech 3 psap. Wilno              | 51,1         | Stefan Kostrzewski AZS Warszawa             | 51,4      | Jan Piechocki AZS Poznań                    | 51,6     |
| Warszawa 1930            | Klemens Biniakowski Warta Poznań         | 50,8         | Jan Piechocki AZS Poznań                    | 51,6      | Stanisław Nowakowski Polonia Warszawa       | 52,1     |
| Królewska Huta 1931      | Klemens Biniakowski Warta Poznań         | 51,2         | Jan Iwański Warta Poznań                    | 52,4      | Józef Miller AZS Warszawa                   | 53,0     |
| Warszawa 1932            | Klemens Biniakowski Warta Poznań         | 51,6         | Józef Miller AZS Warszawa                   | 52,4      | Kazimierz Drozdowski Cracovia               | 52,6     |
| Bydgoszcz 1933           | Klemens Biniakowski Warta Poznań         | 51,8         | Antoni Lesicki Warta Poznań                 | 52,6      | Feliks Kulpiński Warta Poznań               |          |
| Poznań 1934              | Klemens Biniakowski Warta Poznań         | 50,6         | Jerzy Koźlicki AZS Warszawa                 | 51,0      | Antoni Lesicki Warta Poznań                 |          |
| Białystok 1935           | Klemens Biniakowski Warta Poznań         | 50,1         | Tadeusz Śliwak Sokół-Macierz Lwów           | 51,0      | Jerzy Koźlicki AZS Warszawa                 | 23,4     |
| Wilno 1936               | Kazimierz Kucharski Pogoń Lwów           | 51,2         | Jerzy Metelski AZS Warszawa                 | 53,5      | Zygmunt Brachocki Warszawianka              |          |
| Chorzów 1937             | Kazimierz Kucharski Pogoń Lwów           | 50,2         | Alfred Krawczyk Stadion Chorzów             | 51,4      | Władysław Szefler Warszawianka              | 51,4     |
| Warszawa 1938            | Wacław Gąssowski Orlęta Dęblin           | 49,4         | Tadeusz Śliwak Syrena Warszawa              | 50,6      | Kazimierz Drozdowski Pogoń Katowice         | 51,0     |
| Poznań 1939              | Zygmunt Zabierzowski Polonia Warszawa    | 49,9         | Tadeusz Śliwak Warszawianka                 | 50,3      | Edward Danielak Pogoń Katowice              | 51,7     |
| 1940-1944                | nie rozgrywano                           |              |                                             |           |                                             |          |
| Łódź 1945                | Tadeusz Kacerz Cracovia                  | 54,2         | Stefan Żołądź Wisła Kraków                  | 54,8      | Edward Danielak Pogoń Katowice              | 56,0     |
| Kraków 1946              | Włodzimierz Puzio Cracovia               | 51,4         | Adam Piaskowy Cracovia                      | 51,4      | Kazimierz Drozdowski Pogoń Katowice         | 54,0     |
| Warszawa 1947            | Zygmunt Buhl HKS Bydgoszcz               | 51,4         | Adam Piaskowy Cracovia                      | 51,4      | Włodzimierz Puzio Cracovia                  | 53,0     |
| Poznań 1948              | Gerard Mach Lechia Gdańsk                | 52,0         | Leon Statkiewicz Syrena Warszawa            | 52,7      | Zygmunt Buhl AZS Szczecin                   |          |
| Gdańsk 1949              | Gerard Mach Budowlani-Lechia             | 50,6         | Leon Statkiewicz Spójnia Warszawa           | 50,8      | Aleksander Puchowski Gedania Gdańsk         | 51,9     |
| Kraków 1950              | Leon Statkiewicz Spójnia Warszawa        | 49,9         | Bogdan Lipski AZS Warszawa                  | 49,9      | Andrzej Lipiec AZS Wrocław                  | 50,9     |
| Warszawa 1951            | Gerard Mach Budowlani Gdańsk             | 49,0         | Bogdan Lipski AZS Warszawa                  | 49,6      | Hubert Gralka Górnik Zabrze                 | 50,1     |
| Wrocław 1952             | Gerard Mach Budowlani Gdańsk             | 49,3         | Wiesław Werbliński Gwardia Warszawa         | 49,6      | Hubert Gralka Górnik Zabrze                 | 50,2     |
| Warszawa 1953            | Gerard Mach OWKS Lublin                  | 50,0         | Zygmunt Buhl Gwardia Kraków                 | 50,4      | Wiesław Werbliński Gwardia Warszawa         | 50,6     |
| Warszawa 1954            | Gerard Mach CWKS Warszawa                | 48,1         | Leszek Sierek Gwardia Bydgoszcz             | 49,2      | Edward Brabański Spójnia Katowice           | 49,6     |
| Łódź 1955                | Stanisław Swatowski CWKS Warszawa        | 48,7         | Gerard Mach CWKS Warszawa                   | 48,9      | Edward Brabański CWKS Warszawa              | 49,0     |
| Zabrze 1956              | Stanisław Swatowski CWKS Warszawa        | 47,5         | Gerard Mach CWKS Warszawa                   | 48,0      | Werner Proske CWKS Warszawa                 | 48,8     |
| Poznań 1957              | Stanisław Swatowski Legia Warszawa       | 47,8         | Gerard Mach Legia Warszawa                  | 47,9      | Werner Proske LZS Orzesze                   | 48,0     |
| Bydgoszcz 1958           | Gerard Mach Legia Warszawa               | 47,5         | Zbigniew Makomaski Sparta Warszawa          | 47,7      | Stanisław Swatowski Legia Warszawa          | 47,9     |
| Gdańsk 1959              | Jerzy Kowalski Zawisza Bydgoszcz         | 47,6         | Edward Bożek Górnik Zabrze                  | 48,2      | Zygmunt Czapracki Warta Poznań              | 48,5     |
| Olsztyn 1960             | Jerzy Kowalski Zawisza Bydgoszcz         | 46,4         | Bogusław Gierajewski AZS Warszawa           | 47,4      | Ireneusz Kluczek Gwardia Olsztyn            | 47,6     |
| Nowa Huta 1961           | Jerzy Kowalski Zawisza Bydgoszcz         | 47,5         | Ireneusz Kluczek Gwardia Olsztyn            | 48,0      | Stanisław Swatowski Legia Warszawa          | 48,5     |
| Warszawa 1962            | Andrzej Badeński Legia Warszawa          | 46,8         | Ireneusz Kluczek Gwardia Olsztyn            | 46,9      | Stanisław Swatowski Legia Warszawa          | 47,8     |
| Bydgoszcz 1963           | Andrzej Badeński Legia Warszawa          | 46,3         | Jerzy Kowalski Zawisza Bydgoszcz            | 47,2      | Stanisław Swatowski Legia Warszawa          | 47,3     |
| Warszawa 1964            | Andrzej Badeński Legia Warszawa          | 46,0         | Marian Filipiuk Lumel Zielona Góra          | 47,2      | Jerzy Kowalski Zawisza Bydgoszcz            | 47,3     |
| Szczecin 1965            | Andrzej Badeński Legia Warszawa          | 46,8         | Marian Filipiuk Lumel Zielona Góra          | 47,8      | Wojciech Lipoński AZS Poznań                | 47,9     |
| Poznań 1966              | Stanisław Grędziński Śląsk Wrocław       | 46,0         | Andrzej Badeński Legia Warszawa             | 46,2      | Edmund Borowski Zawisza Bydgoszcz           | 46,9     |
| Chorzów 1967             | Andrzej Badeński Legia Warszawa          | 46,7         | Jan Balachowski Cracovia                    | 47,5      | Edmund Borowski Zawisza Bydgoszcz           | 47,5     |
| Zielona Góra 1968        | Jan Werner MKS-AZS Warszawa              | 46,2         | Andrzej Badeński Legia Warszawa             | 46,2      | Stanisław Grędziński Górnik Wałbrzych       | 46,9     |
| Kraków 1969              | Stanisław Grędziński Górnik Wałbrzych    | 46,7         | Andrzej Badeński Legia Warszawa             | 46,8      | Jan Balachowski Cracovia                    | 46,9     |
| Warszawa 1970            | Jan Werner Gwardia Warszawa              | 46,1         | Andrzej Badeński Legia Warszawa             | 46,2      | Jan Balachowski Cracovia                    | 46,5     |
| Warszawa 1971            | Jan Werner Gwardia Warszawa              | 46,3         | Andrzej Badeński Legia Warszawa             | 47,0      | Waldemar Korycki Zawisza Bydgoszcz          | 47,6     |
| Warszawa 1972            | Zbigniew Jaremski Górnik Zabrze          | 45,8         | Jan Werner Gwardia Warszawa                 | 45,8      | Andrzej Badeński Legia Warszawa             | 46,3     |
| Warszawa 1973            | Zbigniew Jaremski Górnik Zabrze          | 46,4         | Dariusz Podobas MKS-AZS Warszawa            | 46,5      | Andrzej Badeński Legia Warszawa             | 46,9     |
| Warszawa 1974            | Roman Siedlecki ŁKS Łodź                 | 46,7         | Jan Werner Gwardia Warszawa                 | 46,8      | Marian Gęsicki Zawisza Bydgoszcz            | 47,2     |
| Bydgoszcz 1975           | Zbigniew Jaremski Górnik Zabrze          | 46,2         | Jan Werner Gwardia Warszawa                 | 46,4      | Henryk Galant Lumel Zielona Góra            | 46,6     |
| Bydgoszcz 1976           | Jan Werner Gwardia Warszawa              | 45,50        | Jerzy Pietrzyk Górnik Zabrze                | 45,84     | Zbigniew Jaremski Górnik Zabrze             | 46,02    |
| Bydgoszcz 1977           | Ryszard Podlas Śląsk Wrocław             | 46,35        | Jerzy Pietrzyk Gwardia Warszawa             | 46,59     | Jerzy Włodarczyk Wawel Kraków               | 46,90    |
| Warszawa 1978            | Ryszard Podlas Śląsk Wrocław             | 46,18        | Jerzy Pietrzyk Gwardia Warszawa             | 46,80     | Cezary Łapiński AZS Warszawa                | 46,91    |
| Poznań 1979              | Ryszard Podlas Śląsk Wrocław             | 46,14        | Jerzy Pietrzyk Gwardia Warszawa             | 46,46     | Zbigniew Jaremski Górnik Zabrze             | 46,68    |
| Łódź 1980                | Adam Starostka AZS Kraków                | 46,79        | Andrzej Stępień Flota Gdynia                | 47,07     | Jerzy Pietrzyk Gwardia Warszawa             | 47,09    |
| Zabrze 1981              | Andrzej Stępień Flota Gdynia             | 46,37        | Jerzy Pietrzyk Gwardia Warszawa             | 46,77     | Ryszard Wichrowski Flota Gdynia             | 47,11    |
| Lublin 1982              | Andrzej Stępień Flota Gdynia             | 46,14        | Ryszard Podlas Śląsk Wrocław                | 46,57     | Ryszard Wichrowski Flota Gdynia             | 46,80    |
| Bydgoszcz 1983           | Andrzej Stępień Flota Gdynia             | 46,52        | Ryszard Podlas Śląsk Wrocław                | 46,58     | Robert Kseniak Resovia Rzeszów              | 46,81    |
| Lublin 1984              | Andrzej Stępień Flota Gdynia             | 46,40        | Marek Sira AZS Łódź                         | 46,91     | Ryszard Jaszkowski Wawel Kraków             | 47,03    |
| Bydgoszcz 1985           | Andrzej Stępień Flota Gdynia             | 46,63        | Ryszard Wichrowski Olimpia Grudziądz        | 46,67     | Marek Sira AZS Łódź                         | 46,92    |
| Grudziądz 1986           | Andrzej Stępień Flota Gdynia             | 46,27        | Ryszard Wichrowski Olimpia Grudziądz        | 46,30     | Marek Sira AZS Łódź                         | 46,58    |
| Poznań 1987              | Marek Sira AZS Łódź                      | 47,14        | Zbigniew Janus Wisła Kraków                 | 47,34     | Ryszard Jaszkowski Wawel Kraków             | 47,67    |
| Grudziądz 1988           | Tomasz Jędrusik AZS Warszawa             | 46,34        | Mariusz Rządziński AZS Łódź                 | 47,07     | Wojciech Lach Zryw Toruń                    | 47,08    |
| Kraków 1989              | Wojciech Lach Pomorzanin Toruń           | 46,20        | Tomasz Jędrusik AZS-AWF Warszawa            | 46,24     | Dariusz Rychter Górnik Wałbrzych            | 47,07    |
| Piła 1990                | Tomasz Jędrusik AZS-AWF Warszawa         | 46,64        | Wojciech Lach Oleśniczanka Oleśnica         | 47,57     | Mariusz Rządziński AZS Łódź                 | 47,67    |
| Kielce 1991              | Wojciech Lach Pomorzanin Toruń           | 47,12        | Dariusz Rychter Gryf Słupsk                 | 47,38     | Mariusz Rządziński AZS Łódź                 | 47,80    |
| Warszawa 1992            | Tomasz Czubak Gryf Słupsk                | 47,60        | Dariusz Rychter Gryf Słupsk                 | 47,84     | Dariusz Zielenkiewicz Jagiellonia Białystok | 47,96    |
| Kielce 1993              | Tomasz Czubak Gryf Słupsk                | 46,97        | Tomasz Jędrusik Zawisza Bydgoszcz           | 47,28     | Paweł Januszewski Skra Warszawa             | 47,50    |
| Piła 1994                | Tomasz Czubak Gryf Słupsk                | 45,89        | Piotr Rysiukiewicz Śląsk Wrocław            | 46,69     | Artur Gąsiewski Skra Warszawa               | 47,36    |
| Warszawa 1995            | Tomasz Jędrusik Zawisza Bydgoszcz        | 45,90        | Piotr Rysiukiewicz Śląsk Wrocław            | 45,97     | Sylwester Węgrzyn Śląsk Wrocław             | 47,02    |
| Piła 1996                | Piotr Rysiukiewicz Śląsk Wrocław         | 46,28        | Tomasz Czubak Gryf Słupsk                   | 46,72     | Tomasz Jędrusik Zawisza Bydgoszcz           | 46,82    |
| Bydgoszcz 1997           | Tomasz Czubak Browar Schöller Namysłów   | 45,99        | Piotr Haczek MKS Żywiec                     | 46,16     | Piotr Rysiukiewicz Śląsk Wrocław            | 46,54    |
| Wrocław 1998             | Robert Maćkowiak Śląsk Wrocław           | 45,44        | Tomasz Czubak Browar Schöller Namysłów      | 45,66     | Piotr Haczek MKS Żywiec                     | 45,74    |
| Kraków 1999              | Piotr Rysiukiewicz Śląsk Wrocław         | 45,65        | Piotr Haczek Warszawianka                   | 45,75     | Tomasz Czubak Skra Warszawa                 | 45,78    |
| Kraków 2000              | Robert Maćkowiak Śląsk Wrocław           | 45,13        | Piotr Haczek Warszawianka                   | 45,67     | Piotr Rysiukiewicz Śląsk Wrocław            | 45,67    |
| Bydgoszcz 2001           | Robert Maćkowiak Śląsk Wrocław           | 45,20        | Piotr Rysiukiewicz Śląsk Wrocław            | 45,55     | Piotr Długosielski AZS-AWF Warszawa         | 45,67    |
| Szczecin 2002            | Piotr Rysiukiewicz Śląsk Wrocław         | 46,11        | Marcin Marciniszyn AZS-AWF Wrocław          | 46,38     | Artur Gąsiewski Skra Warszawa               | 46,49    |
| Bielsko-Biała 2003       | Rafał Wieruszewski Orkan Wielkopolska    | 46,41        | Piotr Rysiukiewicz Śląsk Wrocław            | 46,61     | Artur Gąsiewski Skra Warszawa               | 46,75    |
| Bydgoszcz 2004           | Marcin Marciniszyn AZS-AWF Wrocław       | 46,61        | Piotr Klimczak AZS-AWF Kraków               | 46,66     | Rafał Wieruszewski Orkan Poznań             | 46,70    |
| Biała Podlaska 2005      | Marcin Marciniszyn Śląsk Wrocław         | 45,69        | Piotr Klimczak AZS-AWF Kraków               | 46,01     | Piotr Rysiukiewicz Śląsk Wrocław            | 46,09    |
| Bydgoszcz 2006           | Marcin Marciniszyn Śląsk Wrocław         | 45,54        | Daniel Dąbrowski AZS Łódź                   | 45,57     | Rafał Wieruszewski Orkan Środa Wielkopolska | 45,70    |
| Poznań 2007              | Daniel Dąbrowski AZS Łódź                | 45,33        | Marcin Marciniszyn Śląsk Wrocław            | 45,77     | Kacper Kozłowski AZS-UWM Olsztyn            | 45,90    |
| Szczecin 2008            | Piotr Klimczak Śląsk Wrocław             | 45,74        | Rafał Wieruszewski Orkan Środa Wielkopolska | 45,93     | Piotr Kędzia AZS Łódź                       | 45,94    |
| Bydgoszcz 2009           | Marcin Marciniszyn Śląsk Wrocław         | 45,96        | Piotr Klimczak Śląsk Wrocław                | 46,05     | Jan Ciepiela AZS-AWF Kraków                 | 46,13    |
| Bielsko-Biała 2010       | Marcin Marciniszyn Śląsk Wrocław         | 45,71        | Kacper Kozłowski AZS-UWM Olsztyn            | 45,84     | Daniel Dąbrowski Śląsk Wrocław              | 46,15    |
| Bydgoszcz 2011           | Marcin Marciniszyn Śląsk Wrocław         | 45,27 PB, NL | Piotr Wiaderek AZS-AWFiS Gdańsk             | 45,78 PB  | Kacper Kozłowski AZS-UWM Olsztyn            | 46,28    |
| Bielsko-Biała 2012       | Piotr Wiaderek AZS-AWFiS Gdańsk          | 45,46 PB, NL | Marcin Marciniszyn Śląsk Wrocław            | 45,63 SB  | Kacper Kozłowski AZS-UWM Olsztyn            | 45,89 SB |
| Toruń 2013               | Marcin Marciniszyn Śląsk Wrocław         | 45,98 SB     | Kacper Kozłowski AZS-UWM Olsztyn            | 46,01 SB  | Łukasz Krawczuk Śląsk Wrocław               | 46,13 PB |
| Szczecin 2014            | Jakub Krzewina Śląsk Wrocław             | 45,11 =PB    | Łukasz Krawczuk Śląsk Wrocław               | 45,65 PB  | Rafał Omelko AZS-AWF Wrocław                | 45,66 PB |
| Kraków 2015              | Łukasz Krawczuk Śląsk Wrocław            | 46,21 SB     | Jakub Krzewina Śląsk Wrocław                | 46,36     | Kacper Kozłowski AZS-UWM Olsztyn            | 46,38 SB |
| Bydgoszcz 2016           | Rafał Omelko AZS-AWF Wrocław             | 45,57        | Łukasz Krawczuk Śląsk Wrocław               | 46,01 SB  | Jakub Krzewina Śląsk Wrocław                | 46,08 SB |
| Białystok 2017           | Rafał Omelko AZS-AWF Wrocław             | 45,67        | Kajetan Duszyński AZS Łódź                  | 46,16     | Dariusz Kowaluk AZS-AWF Warszawa            | 46,40 PB |
| Lublin 2018              | Karol Zalewski AZS-AWF Katowice          | 45,53        | Łukasz Krawczuk Śląsk Wrocław               | 46,04 SB  | Dariusz Kowaluk AZS-AWF Warszawa            | 46,06 PB |
| Radom 2019               | Wiktor Suwara AZS-AWF Warszawa           | 46,35        | Karol Zalewski AZS-AWF Katowice             | 46,49     | Rafał Omelko AZS-AWF Wrocław                | 46,59    |
| Włocławek 2020           | Karol Zalewski AZS-AWF Katowice          | 46,35        | Mateusz Rzeźniczak RKS Łódź                 | 46,62 =SB | Dariusz Kowaluk AZS-AWF Warszawa            | 46,80    |
| Poznań 2021              | Kajetan Duszyński AZS Łódź               | 45,96        | Mateusz Rzeźniczak RKS Łódź                 | 46,10 PB  | Karol Zalewski AZS-AWF Katowice             | 46,12    |
| Suwałki 2022             | Karol Zalewski AZS UWM Olsztyn           | 46,44        | Kajetan Duszyński AZS Łódź                  | 46,57     | Mateusz Rzeźniczak RKS Łódź                 | 46,77    |
| Gorzów Wielkopolski 2023 | Karol Zalewski AZS UWM Olsztyn           | 46,10        | Igor Bogaczyński MKL Jarocin                | 46,11     | Kajetan Duszyński AZS Łódź                  | 46,17    |
| Bydgoszcz 2024           | Maksymilian Szwed AZS Łódź               | 45,25 NUR    | Igor Bogaczyński MKL Jarocin                | 45,42 PB  | Karol Zalewski KS AZS UWM Olsztyn           | 45,66 SB |

## Klasyfikacja medalowa
W historii mistrzostw Polski seniorów na podium tej imprezy stanęło w sumie 110 sprinterów. Najwięcej złotych medali – 7 – wywalczyli Klemens Biniakowski, Gerard Mach i Marcin Marciniszyn, a najwięcej medali – dwanaście – Andrzej Badeński. W tabeli kolorem wyróżniono zawodników, którzy wciąż są czynnymi lekkoatletami.
| Lp. | Zawodnik                | Złoto | Srebro | Brąz | Razem |
| 1.  | Gerard Mach             | 7     | 3      | 0    | 10    |
| 1.  | Marcin Marciniszyn      | 7     | 3      | 0    | 10    |
| 3.  | Klemens Biniakowski     | 7     | 0      | 0    | 7     |
| 4.  | Andrzej Stępień         | 6     | 1      | 0    | 8     |
| 5.  | Andrzej Badeński        | 5     | 5      | 2    | 12    |
| 6.  | Jan Werner              | 4     | 3      | 0    | 7     |
| 7.  | Tomasz Czubak           | 4     | 2      | 1    | 7     |
| 8.  | Karol Zalewski          | 4     | 1      | 2    | 7     |
| 9.  | Piotr Rysiukiewicz      | 3     | 4      | 3    | 10    |
| 10. | Tomasz Jędrusik         | 3     | 2      | 1    | 6     |
| 11. | Ryszard Podlas          | 3     | 2      | 0    | 5     |
| 12. | Jerzy Kowalski          | 3     | 1      | 1    | 5     |
| 13. | Stanisław Swatowski     | 3     | 0      | 4    | 7     |
| 14. | Zbigniew Jaremski       | 3     | 0      | 2    | 5     |
| 15. | Robert Maćkowiak        | 3     | 0      | 0    | 3     |
| 15. | Stanisław Rothert       | 3     | 0      | 0    | 3     |
| 17. | Wojciech Lach           | 2     | 1      | 1    | 4     |
| 18. | Rafał Omelko            | 2     | 0      | 2    | 4     |
| 19. | Stanisław Grędziński    | 2     | 0      | 1    | 3     |
| 20. | Kazimierz Kucharski     | 2     | 0      | 0    | 2     |
| 21. | Łukasz Krawczuk         | 1     | 3      | 1    | 5     |
| 22. | Piotr Klimczak          | 1     | 3      | 0    | 4     |
| 22. | Stefan Kostrzewski      | 1     | 3      | 0    | 4     |
| 24. | Zygmunt Weiss           | 1     | 2      | 1    | 3     |
| 25. | Leon Statkiewicz        | 1     | 2      | 0    | 3     |
| 26. | Kajetan Duszyński       | 1     | 1      | 2    | 4     |
| 26. | Marek Sira              | 1     | 1      | 2    | 4     |
| 26. | Rafał Wieruszewski      | 1     | 1      | 2    | 4     |
| 29. | Zygmunt Buhl            | 1     | 1      | 1    | 3     |
| 29. | Daniel Dąbrowski        | 1     | 1      | 1    | 3     |
| 29. | Jakub Krzewina          | 1     | 1      | 1    | 3     |
| 32. | Janusz Habich           | 1     | 1      | 0    | 2     |
| 32. | Felicjan Sterba         | 1     | 1      | 0    | 2     |
| 32. | Piotr Wiaderek          | 1     | 1      | 0    | 2     |
| 35. | Stanisław Świętochowski | 1     | 0      | 2    | 3     |
| 36. | Włodzimierz Puzio       | 1     | 0      | 1    | 2     |
| 37. | Wacław Gąssowski        | 1     | 0      | 0    | 1     |
| 37. | Stefan Gniech           | 1     | 0      | 0    | 1     |
| 37. | Tadeusz Kacerz          | 1     | 0      | 0    | 1     |
| 37. | Roman Siedlecki         | 1     | 0      | 0    | 1     |
| 37. | Adam Starostka          | 1     | 0      | 0    | 1     |
| 37. | Wiktor Suwara           | 1     | 0      | 0    | 1     |
| 37. | Maksymilian Szwed       | 1     | 0      | 0    | 1     |
| 37. | Zygmunt Zabierzowski    | 1     | 0      | 0    | 1     |
| 45. | Jerzy Pietrzyk          | 0     | 5      | 1    | 6     |
| 46. | Piotr Haczek            | 0     | 3      | 1    | 4     |
| 47. | Tadeusz Śliwak          | 0     | 3      | 0    | 3     |
| 48. | Kacper Kozłowski        | 0     | 2      | 4    | 6     |
| 49. | Ryszard Wichrowski      | 0     | 2      | 2    | 4     |
| 50. | Ireneusz Kluczek        | 0     | 2      | 1    | 3     |
| 50. | Dariusz Rychter         | 0     | 2      | 1    | 3     |
| 50. | Mateusz Rzeźniczak      | 0     | 2      | 1    | 3     |
| 53. | Igor Bogaczyński        | 0     | 2      | 0    | 2     |
| 53. | Marian Filipiuk         | 0     | 2      | 0    | 2     |
| 53. | Bogdan Lipski           | 0     | 2      | 0    | 2     |
| 53. | Adam Piaskowy           | 0     | 2      | 0    | 2     |
| 57. | Jan Balachowski         | 0     | 1      | 2    | 3     |
| 57. | Mariusz Rządziński      | 0     | 1      | 2    | 3     |
| 59. | Jerzy Koźlicki          | 0     | 1      | 1    | 2     |
| 59. | Antoni Lesicki          | 0     | 1      | 1    | 2     |
| 59. | Józef Miller            | 0     | 1      | 1    | 2     |
| 59. | Jan Piechocki           | 0     | 1      | 1    | 2     |
| 59. | Wiesław Werbliński      | 0     | 1      | 1    | 2     |
| 64. | Edward Bożek            | 0     | 1      | 0    | 1     |
| 64. | Bogusław Gierajewski    | 0     | 1      | 0    | 1     |
| 64. | Jan Iwański             | 0     | 1      | 0    | 1     |
| 64. | Zbigniew Janus          | 0     | 1      | 0    | 1     |
| 64. | Zbigniew Korolkiewicz   | 0     | 1      | 0    | 1     |
| 64. | Alfred Krawczyk         | 0     | 1      | 0    | 1     |
| 64. | Alfons Krumbholz        | 0     | 1      | 0    | 1     |
| 64. | Zbigniew Makomaski      | 0     | 1      | 0    | 1     |
| 64. | Jerzy Metelski          | 0     | 1      | 0    | 1     |
| 64. | Stefan Ołdak            | 0     | 1      | 0    | 1     |
| 64. | Dariusz Podobas         | 0     | 1      | 0    | 1     |
| 64. | Leszek Sierek           | 0     | 1      | 0    | 1     |
| 64. | Stefan Żołądź           | 0     | 1      | 0    | 1     |
| 77. | Kazimierz Drozdowski    | 0     | 0      | 3    | 3     |
| 77. | Artur Gąsiewski         | 0     | 0      | 3    | 3     |
| 77. | Dariusz Kowaluk         | 0     | 0      | 3    | 3     |
| 80. | Edmund Borowski         | 0     | 0      | 2    | 2     |
| 80. | Edward Brabański        | 0     | 0      | 2    | 2     |
| 80. | Edward Danielak         | 0     | 0      | 2    | 2     |
| 80. | Hubert Gralka           | 0     | 0      | 2    | 2     |
| 80. | Ryszard Jaszkowski      | 0     | 0      | 2    | 2     |
| 80. | Werner Proske           | 0     | 0      | 2    | 2     |
| 86. | Zygmunt Brachocki       | 0     | 0      | 1    | 1     |
| 86. | Jan Ciepiela            | 0     | 0      | 1    | 1     |
| 86. | Zygmunt Czapracki       | 0     | 0      | 1    | 1     |
| 86. | Zygmunt Dąbrowski       | 0     | 0      | 1    | 1     |
| 86. | Piotr Długosielski      | 0     | 0      | 1    | 1     |
| 86. | Tadeusz Dręgiewicz      | 0     | 0      | 1    | 1     |
| 86. | Henryk Galant           | 0     | 0      | 1    | 1     |
| 86. | Marian Gęsicki          | 0     | 0      | 1    | 1     |
| 86. | Paweł Januszewski       | 0     | 0      | 1    | 1     |
| 86. | Piotr Kędzia            | 0     | 0      | 1    | 1     |
| 86. | Waldemar Korycki        | 0     | 0      | 1    | 1     |
| 86. | Robert Kseniak          | 0     | 0      | 1    | 1     |
| 86. | Feliks Kulpiński        | 0     | 0      | 1    | 1     |
| 86. | Andrzej Lipiec          | 0     | 0      | 1    | 1     |
| 86. | Wojciech Lipoński       | 0     | 0      | 1    | 1     |
| 86. | Cezary Łapiński         | 0     | 0      | 1    | 1     |
| 86. | Stanisław Nowakowski    | 0     | 0      | 1    | 1     |
| 86. | Aleksander Puchowski    | 0     | 0      | 1    | 1     |
| 86. | Janusz Rey              | 0     | 0      | 1    | 1     |
| 86. | Amand Rojek             | 0     | 0      | 1    | 1     |
| 86. | Władysław Szefler       | 0     | 0      | 1    | 1     |
| 86. | Sylwester Węgrzyn       | 0     | 0      | 1    | 1     |
| 86. | Jerzy Włodarczyk        | 0     | 0      | 1    | 1     |
| 86. | Dariusz Zielenkiewicz   | 0     | 0      | 1    | 1     |
| 86. | Feliks Żuber            | 0     | 0      | 1    | 1     |